# Los Patita de Perro
Los Patita de Perro es una agrupación musical mexicana de rock, enfocada en el público infantil. La banda fue fundada en 1984 y es originaria de Puebla, México. Su alineación está conformada por tres músicos: Ignacio Javier Silva León, Nacho (voz, letras, bajo y armónica), Pancho (guitarra) y Charly (batería).
Sus canciones abordan temáticas relacionadas con los derechos de la niñez, el cuidado del medio ambiente, las relaciones familiares entre padres e hijos, entre otras. Sus letras emplean un lenguaje coloquial y humorístico para hacer una crítica social hacia el consumismo, la violencia y la enajenación televisiva hacia las infancias.
La agrupación se ha presentado a lo largo del territorio mexicano, así como en países como Canadá, Francia, Estados Unidos, Argentina, Colombia y Chile.

## Reconocimientos
A nivel local, en diciembre de 2019, la banda recibió un reconocimiento por parte del Ayuntamiento de Puebla por «tratar a su auditorio como menores de edad, sin infantilizarlos».
En julio de 2022, los Patita de Perro recibieron un reconocimiento en el Senado de México por sus 28 años de trayectoria.
El 30 de abril de 2024, fecha en que se conmemora el Día del Niño en México, los Patita de Perro se presentaron en la conferencia matutina del presidente Andrés Manuel López Obrador, en el Palacio Nacional.Durante su participación, los Patita de Perro interpretaron Niña futbolista, una canción que promueve la igualdad de género; Vamos todos a leer, que busca fomentar la lectura; y Mamá soltera, dedicada a las madres que crían solas a sus hijos.

## Discografía
- Blues para chavitos (1991)
- Vamos todos a leer (1996)
- Los derechos de los niños (1998)
- Contraatacan (2000)
- Rock para niños. Los derechos de los niños (2003)
- El planeta (2003)
- Las primeras canciones (2005)
- Los Pata para adultos (2006)
- Cuando yo muera (2008)
- Los Patita de Perro en concierto (2010)
- Gracias (2012)
- 20 grandes éxitos (2017)
- Los Pata. Rock for Children (2021)